# Mount Elgon
Mount Elgon – wygasły wulkan tarczowy w Afryce Wschodniej na granicy Kenii i Ugandy. Jego kaldera ma średnicę około 8 kilometrów. 

## Charakterystyka
Góra posiada pięć głównych szczytów:
- Wagagai (4321 m) – w Ugandzie
- Sudek (4302 m) – w Kenii i Ugandzie
- Koitobos (4222 m) – w Kenii
- Mubiyi (4211 m) – w Ugandzie
- Masaba (4161 m) – w Ugandzie

Gleby Mount Elgon złożone są głównie z czerwonego laterytu. Na stokach góry ma swoje źródła kilka rzek (m.in. Suam, Nzoia i Turkwel), z których część zasila Jezioro Wiktorii, a część Jezioro Turkana. Rzeka Suam zasilana jest wodami z gorących źródeł położonych we wnętrzu krateru na wysokości 3500 m n.p.m. Najobfitsze opady występują od końca kwietnia do maja oraz w sierpniu i wrześniu. 

## Parki narodowe
Część terenów Mount Elgon i obszarów przyległych objęta jest ochroną w ramach dwóch Parków Narodowych Mount Elgon – jeden położony jest w Kenii, drugi w Ugandzie. Oba parki zostały przez organizację UNESCO wpisane na listę rezerwatów biosfery – kenijski park w 2003 roku, zaś ugandyjski w 2005 roku.

## Historia zdobycia
Pierwszym Europejczykiem, który dostrzegł górę był Stanley, który nazwał ją Masaba, ale do dziś pozostają wątpliwości, czy ta identyfikacja (1875) była poprawna. Jako pierwszy zwiedzający górę podawany jest często geolog Joseph Thomson. Badał on m.in. groty na południowych stokach. Szczyt zdobyli w 1890 Frederick John Jackson (późniejszy gubernator Ugandy i Kenii), E.W. Gedge i J. Martin, jednak geografowie nie są pewni, o który dokładnie wierzchołek mogło wówczas chodzić.